# Nanoro (departamento)
Nanoro é um departamento ou comuna da província de Boulkiemdé no Burkina Faso. A sua capital é a cidade de Nanoro.
Em 1 de julho de 2018 tinha uma população estimada em 44359 habitantes.